# Jean-Louis Émile Boudier
Jean-Louis Émile Boudier (Garnay, 6 januari 1828 - Blois, 4 februari 1920) was een Franse apotheker en mycoloog. Hij specialiseerde zich vooral in de Discomycetes.
Hij heeft vele soorten benoemd waaronder Amanita franchetii, Disciotis venosa, Ptychoverpa bohemica en Trichoglossum hirsutum.

## Publicaties
- Révision analytique des morilles de France (1897)
- Influence de la nature du sol et les vegetaux qui y croissant sur le développement des champignons (1901)
- Icones mycologicae ou iconographie des champignons de France, principalement Discomycètes (1904-1909)
- Histoire et classification des Discomycètes d'Europe (1907)
- La fresque de Plaincourault (Indre) (1911)

- Bibsys: 90330560
- Bibliothèque nationale de France: cb13003896c (data)
- Author citation (botany): Boud.
- CiNii: DA08564564
- Gemeinsame Normdatei: 1055412824
- International Standard Name Identifier: 0000 0000 1405 1088
- Base Léonore: LH//309/19
- Nationale bibliotheek van Australië: 36231103
- Nederlandse Thesaurus van Auteursnamen: 073633992
- Réseau des bibliothèques de Suisse occidentale: 02-A003030398
- SNAC: w6r50n5g
- Système universitaire de documentation: 082961514
- Trove: 1233629
- Virtual International Authority File: 47159939
- WorldCat: E39PBJvCQkBFRDrKbT8bG6DH4q